# Bohemians Praag (Prosek)
Bohemians Praag was een Tsjechische voetbalclub uit Prosek, een stadsdeel van de hoofdstad Praag. Tot 2005 trad de naam onder de naam FC Střížkov Praag 9 aan en veranderde dan de naam in Bohemians Praag nadat de legendarische club FC Bohemians Praag failliet gegaan was. In 2016 hief de club zich op.

## Geschiedenis
De club ontstond in 1996 na een fusie tussen TJ Kompresory en FC Střížkov. Kompresory werd in 1905 opgericht als Tatra Prosek. FC Střížkov werd in 1931 opgericht als FC Star Praag 8. Beide clubs waren geen hoogvliegers tijdens het Tsjecho-Slowaakse tijdperk en speelden meestal in de vierde of vijfde klasse.
In 1999 promoveerde club naar de derde klasse en speelde daar elk jaar mee aan de top van de rangschikking. Nadat de legendarische club Bohemians Praag in 2005 failliet ging besloot de club om zich om te dopen in Bohemians Praag. Nadat de fans van het oude Bohemians geld ingezameld hadden en er ook een nieuwe sponsor gevonden was waren er nu twee clubs met dezelfde naam. De oude club had het oprichtingsjaartal 1905 nu wel in de naam opgenomen maar FC Střížkov weigerde om de naamsverandering ongedaan te maken. De voetbalbond sloot FC Střížkov uit maar voorzitter Karel Kapr stapte naar de rechtbank en die besliste om de club opnieuw op te nemen in de competitie.
In 2006/07 werd de club kampioen in de derde klasse. De club trok in de tweede klasse de lijn door en werd opnieuw kampioen. Bohemians 1905 degradeerde in 2008 opnieuw uit de hoogste klasse, en zo speelden de clubs dus niet bij elkaar in dezelfde reeks. Na een dertiende plaats in het eerste seizoen eindigde de club in 2010 op de laatste plaats. Het originele Bohemians was inmiddels ook weer opgeklommen naar de hoogste klasse, maar dat zorgde voor grote problemen. Omdat de club weigerde te spelen tegen de naamgenoot (en Sigma Olomouc beschuldigd werd van omkoping zonder enig bewijs) moest de club 6 miljoen kronen boete betalen en kregen ze 20 strafpunten waardoor ze de competitie met een negatief puntensaldo beëindigden. De club kreeg geen licentie voor de tweede klasse en degradeerde naar de derde klasse. Na één seizoen promoveerde de club weer. Lange tijd had de club zicht op promotie, maar aan het einde van het seizoen verloor de club een aantal wedstrijden op rij waardoor ze de promotie moesten laten schieten.

## Naamsveranderingen
- 1996 – FC DROPA ČKD Kompresory (Football Club DROPA Českomoravská-Kolben-Daněk Kompresory Praag)
- 1996 – FC Střížkov Praag 9 (Football Club Střížkov Praag 9)
- 2005 – FK Bohemians Praag (Fotbalový klub Bohemians Praag)
- 2016 – opheffing